# Antonio de la Guerra
Antonio Cesáreo de la Guerra Gorostidi (Piura, 1835 - Lima, 25 de noviembre de 1905) fue un marino peruano que participó en la Guerra del Pacífico.

## Biografía
Fue hijo del General José Antonio de la Guerra Montero (Virreinato de Nueva Granada en 1798 - † Lima, Perú en 1862), oficial venezolano que llegó al Perú durante la guerra de la Independencia, y de Josefa Gorostide y Seminario. 
Tuvo varios hermanos Mercedes de la Guerra Gorostidi; Amalia de la Guerra Gorostidi; Victoria de la Guerra Gorostidi; Carolina de la Guerra Gorostidi; y Josefa de la Guerra Gorostidi y Matilde de la Guerra Gorostide (esposa de José Antonio Miró Quesada, quien fuera el fundador del periódico El Comercio).
Graduado de guardiamarina en 1856, pasó a servir en el bergantín Guise y en la fragata Apurímac. En 1865 empezó a servir en la marina mercante, pero regresó al servicio naval en 1868, a bordo de la corbeta Unión. En 1875 se casó con Grimanesa Hurtado de Mendoza.
Sirvió en la capitanía de puerto de Iquique y en 1878 fue nombrado comandante de la cañonera Pilcomayo. Era ya capitán de fragata cuando estalló la Guerra del Pacífico. Al mando de la Pilcomayo pasó a integrar la Segunda División Naval de la escuadra peruana, junto con la corbeta Unión, que estaba bajo el comando del capitán de navío Nicolás Portal. El comandante de la División era el capitán de navío Aurelio García y García.
Participó en el combate de Chipana, que fue el primer enfrentamiento naval de dicha guerra, librado el 12 de abril de 1879. Regresó al Callao el 17 de abril. En junio dejó el mando de la Pilcomayo, y pasó a comandar el monitor Atahualpa, que servía como batería flotante en la defensa del Callao. Poco después, pasó a ser ayudante de campo del presidente Mariano Ignacio Prado y jefe de la Batería de la Torre de la Merced, en el puerto chalaco.